# ニシフウキンチョウ
ニシフウキンチョウ（学名：Piranga ludoviciana）は、鳥類の一種。
新北区に生息する。